# Kuma-Manytj-Kanalen
Kuma-Manytj-Kanalen er en kunstvandingskanal der betjener Kuma-Manytj-Lavningen i Rusland. Kanalen forbinder Kumafloden, som flyder til det Kaspiske Hav, med Manytjfloden, en biflod til Don, der flyder til det Azovske Hav og har videre forbindelse til det Sorte Hav.